# Râul Valea Morii, Tarna Mare
Râul Valea Morii este un râu afluent al râului Tarna Mare. 